# アテフ・ハリム
アテフ・ハリム（Atef Halim、1950年10月6日 - ）は、フランス国籍の日本のヴァイオリニスト。エジプトのカイロ出身。エジプト人の父親とフランス人の母親を持つ。
2歳の時に父親に音楽の才能を見出され、5歳からヴァイオリンを始める。5歳の時にはヴァイオリニストになることを決め、9歳の誕生日にカイロ歌劇場でデビューを果たす。放送局の記録では9歳で『ツィゴイネルワイゼン』などの著名な技巧曲をほぼ弾きこなし、毎週のレギュラー出演を果たしている。14歳で単身パリに渡り、ルネ・ベネデティに師事する傍ら、ソルボンヌ大学で哲学・美術を学ぶ。パリ音楽院卒業後は、レオニード・コーガン、ヤッシャ・ハイフェッツ、ユーディ・メニューインにも師事する。その後、フランス国立管弦楽団のコンサートマスターを務める傍ら、ヘンリク・シェリングの下でさらなる研鑚を積む。ソリストとしては、カール・ベーム、レナード・バーンスタイン、クルト・マズア、ロリン・マゼールなどの著名な指揮者と共演した。
親日家で、1991年に禅の研究のために初来日したのをきっかけに、1993年からは生活と音楽活動の拠点を日本に移している。CD制作の傍ら、日本各地で定期的にリサイタルやチャリティ・コンサートを行なっている。
レパートリーは、古今の大作から小品までと幅広い。中でもドイツ音楽、とりわけ、ベートーヴェンやモーツァルト、ブラームスのヴァイオリン・ソナタを得意とする。来日後はクラシック音楽以外にもレパートリーを広げ、加藤登紀子のタンゴ・アルバムや石川さゆりのオリジナル・アルバムにもゲスト・ミュージシャンとして参加した。また、カイロ管弦楽団とも共演を果たしている。